# 1972 au cinéma
| Années du cinéma : 1969 - 1970 - 1971 - 1972 - 1973 - 1974 - 1975    |
| Décennies du cinéma : 1940 - 1950 - 1960 - 1970 - 1980 - 1990 - 2000 |

Cet article présente les faits marquants de l'année 1972 au cinéma.

## Événements
- 14 juin : Inauguration du Musée du cinéma, place du Trocadéro à Paris.
- 21 août au 3 septembre : la Mostra de Venise est non compétitive.
- 15 décembre : Le Dernier Tango à Paris de Bernardo Bertolucci fait scandale, notamment à cause de scènes très crues entre Marlon Brando et Maria Schneider.

- La Semaine du cinéma africain devient le Festival panafricain du cinéma et de la télévision de Ouagadougou (Fespaco).

## Principales sorties en salles enFrance
- Février : L'Inspecteur Harry (Dirty Harry) de Don Siegel
- 2 février : Le Viager de Pierre Tchernia
- 20 février : Les Diamants sont éternels (Diamonds Are Forever) de Guy Hamilton
- 14 mars : Fellini Roma (Roma) de Federico Fellini
- 20 mars : Il était une fois la révolution (C'era una volta la rivoluzione) de Sergio Leone
- 1er avril : Orange mécanique (A Clockwork Orange) de Stanley Kubrick
- 28 avril : Tout va bien de Jean-Luc Godard
- Mai : Frenzy d'Alfred Hitchcock
- 1er mai : Tout ce que vous avez toujours voulu savoir sur le sexe sans jamais oser le demander (Everything You Wanted to Know About Sex But Were Afraid to Ask) de Woody Allen
- 3 mai : Nous ne vieillirons pas ensemble de Maurice Pialat
- 4 mai : L'Aventure c'est l'aventure de Claude Lelouch
- 5 mai : Tout le monde il est beau, tout le monde il est gentil de Jean Yanne
- 24 mai : Abattoir 5 de George Roy Hill
- 15 septembre : Jeremiah Johnson de Sydney Pollack
- 22 septembre : Les Fous du stade de Claude Zidi
- Septembre : Le Charme discret de la bourgeoisie de Luis Buñuel
- 1er octobre : Délivrance de John Boorman
- 18 octobre : Le Parrain (The Godfather) de Francis Ford Coppola
- 11 octobre : L'Attentat d'Yves Boisset
- 25 octobre : Un flic de Jean-Pierre Melville
- 27 octobre : César et Rosalie de Claude Sautet
- 1er novembre : 
  - Absences répétées de Guy Gilles
  - Le Professeur (La prima notte di quiete) de Valerio Zurlini
- 29 novembre : Les Contes de Canterbury (I racconti di Canterbury) de Pier Paolo Pasolini
- 1er décembre : Le Dernier Tango à Paris de Bernardo Bertolucci
- 15 décembre : Cabaret de Bob Fosse
- 12 décembre : La Scoumoune de José Giovanni et Tintin et le Lac aux requins de Raymond Leblanc
- 14 décembre : Le Grand Blond avec une chaussure noire d'Yves Robert

Voir aussi Catégorie:Film sorti en 1972

## Festivals

### 25e Festival de Cannes
- L'Affaire Mattei de Francesco Rosi et La classe ouvrière va au paradis d'Elio Petri remportent la Palme d'or ex aequo.
- Solaris d'Andreï Tarkovski remporte le Grand prix du jury.
- Miklos Jancso remporte le prix de la mise en scène pour Psaume rouge.
- Prix du jury à Abattoir 5 (Slaughterhouse-Five) de George Roy Hill.

### 22e Berlinale
- Les Contes de Canterbury de Pier Paolo Pasolini remporte l'Ours d'or
- L'Hôpital (The Hospital) d'Arthur Hiller remporte l'Ours d'argent
- Jean-Pierre Blanc remporte l'Ours d'argent de la meilleure réalisation pour La Vieille fille

### 3e Fespaco de Ouagadougou
- Le Wazzou polygame d'Oumarou Ganda (Niger) obtient l'Étalon de Yennenga

## Récompenses

### 44e cérémonie des Oscars
- French Connection de William Friedkin remporte l'Oscar du meilleur film
- Le Jardin des Finzi-Contini de Vittorio de Sica remporte l'Oscar du meilleur film étranger

### Autres récompenses
- Prix Louis-Delluc : Etat de siège de Costa-Gavras
- Grand prix du cinéma français : César et Rosalie de Claude Sautet
- Prix Jean-Vigo : Continental Circus de Jérôme Laperrousaz

## Box-Office
- France :

1. Orange mécanique (A Clockwork Orange) de Stanley Kubrick
2. Les Fous du stade de Claude Zidi
3. Le Dernier Tango à Paris de Bernardo Bertolucci

- États-Unis :

1. x
2. x
3. x

## Principales naissances
- 11 janvier : Amanda Peet
- 23 janvier : Léa Drucker
- 11 février : Marisa Petroro
- 6 mars : Alain Gomis
- 10 mars : Ramzy Bedia
- 13 mars : Common
- 23 mars : Judith Godrèche
- 31 mars : Alejandro Amenabar
- 17 avril : Jennifer Garner
- 27 avril : Mehmet Kurtuluş
- 2 mai : Dwayne « The Rock » Johnson
- 7 mai : Asghar Farhadi
- 25 mai : Octavia Spencer
- 28 mai : Chiara Mastroianni
- 3 juin : Julie Gayet
- 7 juin : Karl Urban
- 19 juin : Jean Dujardin
- 5 juillet : Gilles Lellouche
- 10 août : Sergueï Davidoff
- 15 août : Ben Affleck
- 30 août : Cameron Diaz
- 6 septembre : Idris Elba
- 15 septembre : Jimmy Carr
- 27 septembre : Gwyneth Paltrow
- 15 octobre : Mathieu Demy
- 26 octobre : Rupert Wyatt
- 1er novembre : Toni Collette
- 6 novembre : 
  - Rebecca Romijn
  - Thandiwe Newton
- 22 décembre : Vanessa Paradis
- 29 décembre : 
  - Jude Law
  - Leonor Varela

## Principaux décès
- 1er janvier : Maurice Chevalier, acteur et chanteur français
- 8 janvier : Wesley Ruggles, réalisateur et producteur américain
- 17 juin : Jean Brochard, acteur français
- 27 juin : Thomy Bourdelle, acteur français
- 29 juin : Boby Lapointe, chanteur et acteur français
- 14 août : Pierre Brasseur, acteur et réalisateur français
- 12 septembre : William Boyd, acteur américain
- 20 septembre : Julian La Mothe, scénariste américain
- 22 novembre : Raymond Souplex, acteur français